# Clyffe Pypard
 (septembre 2023).
Clyffe Pypard est une paroisse civile et un village du Wiltshire, en Angleterre.